# Кара-Кишек
Кара-Кишек е татаро-монголски военачалник от началото на XIV век. Той е син на Чака и внук на Ногай, темник на Златната Орда. По бащина линия принадлежи към Ногаидите - страничен клон на династията на Джучи и Чингис-Хан. 

След смъртта на Чака, екзекутиран от цар Теодор Светослав по заповед на Токта, през 1302 г. Кара-Кишек бяга от Златната Орда заедно с двама свои родственици - Джерик-Темир и Юлу-Кутлу и начело на 3000 татарски конници постъпва на служба при владетеля на Видин- Шишман I. Както пише египетският историк Рукнеддин Байбарс:
| „ | "През същата (1302) година избягал Кара-Кишек. С него заедно побягнали и двамата му родственици Джерик-Темир и Юлу-Кутлу. Това се случи, защото когато Токту уби брат си Сарайбуга и сина на Ногай,Турай, то Бурлюк изпратил да му доведат Кара-Кишек. Тогава последният и двамата споменати избягали. Бягството им ги довело до страната на Шешимен, в местността наречена Будул, в близост до Крл. Заедно с тях се движили около 3000 конници. Шешимен и неговите съратници ги приели ите останали при тях, бродейки из разни места и изхранвайки се със своите мечове до наше време." | “ |